# Корђено (Варезе)
Корђено је насеље у Италији у округу Варезе, региону Ломбардија.
Према процени из 2011. у насељу је живело 1315 становника. Насеље се налази на надморској висини од 282 м.